# لامبرتو کائیمی
لامبرتو کائیمی (ایتالیایی: Lamberto Caimi؛ زادهٔ ۳۰ اکتبر ۱۹۳۰) یک فیلم‌بردار اهل ایتالیا است.
از فیلم‌ها یا مجموعه‌های تلویزیونی که وی در آن‌ها نقش داشته است می‌توان به داستان‌های زندگی و جنایت، شغل و یک داستان میلانی اشاره نمود.